# Jan Saffe

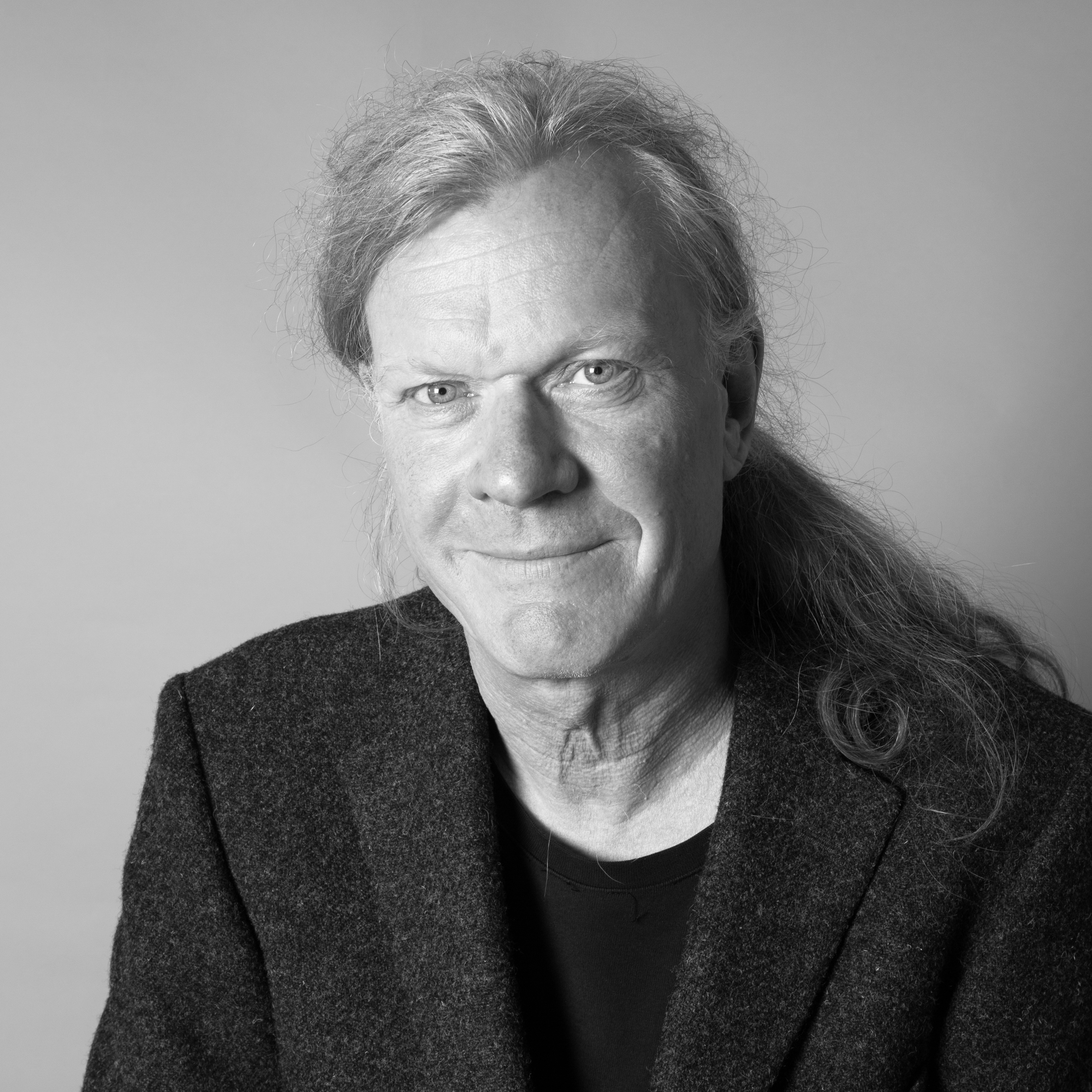
Jan Saffe 2014

Jan Saffe (* 28. Februar 1960 in Buchholz in der Nordheide) ist ein Bremer Politiker (Die Grünen). Er war von 2011 bis 2023 Mitglied der Bremischen Bürgerschaft.

## Biografie

### Ausbildung und Beruf
Saffe machte auf dem zweiten Bildungsweg Abitur. Er wohnt seit 1985 in Bremen und hat in verschiedenen Berufen gearbeitet. An der Universität Bremen studierte er drei Semester Politik und Philosophie. Er war von 1990 bis 1997 Angestellter beim Deutschen Paritätischen Wohlfahrtsverband und hat viele Jahre lang als Assistent für körperlich behinderte Personen gearbeitet.
Saffe kommt aus dem Stadtteil Bremen - Östliche Vorstadt.

### Politik
Saffe ist Mitglied bei Bündnis-90/Die-Grünen. Er war in den 1990er Jahren in verschiedenen Bürgerinitiativen aktiv und wirkte auch an mehreren Volksbegehren des Vereins Mehr Demokratie mit.
In die Bremische Bürgerschaft kam er zu Beginn der 18. Wahlperiode am 1. Juli 2011 als Nachrücker für einen Staatsrat und aufgrund der Platzierung durch die Personenstimmen.

Er war vertreten im
Ausschuss für Angelegenheiten der Häfen im Lande Bremen,
Ausschuss für Bürgerbeteiligung, bürgerschaftliches Engagement und Beiräte (Stadt),
Ausschuss für Integration, Bundes- und Europaangelegenheiten, internationale Kontakte und Entwicklungszusammenarbeit,
Ausschuss für Wissenschaft, Medien, Datenschutz und Informationsfreiheit,
Betriebsausschuss „Umweltbetrieb Bremen“ und im
Petitionsausschuss (Stadt) sowie in der
staatlichen Deputation für Umwelt, Bau, Verkehr, Stadtentwicklung und Energie.
Für die Bürgerschaftswahl in Bremen 2023 kandidierte er nicht mehr. 

### Weitere Mitgliedschaften
- Seit Anfang der 1990er Jahre setzt er sich für die Elektrizitätswerke Schönau (EWS) im Schwarzwald ein, die mit ihren Leitmotiven „atomstromlos, klimafreundlich und bürgereigen“ heute als Vorzeigeunternehmen für die Energiewende in Deutschland gelten darf.[2]
- 1993 bis 1996 engagierte er sich bei der Umweltorganisation Robin Wood.
- Er war in der Bürgerinitiative Hollerland tätig.
- Er war im Vorstand der Bremer Erzeuger-Verbraucher-Genossenschaft.